# Zonal'nyj rajon
Lo Zonal'nyj rajon (in russo Зональный район?) è un rajon del kraj dell'Altaj, nella Russia asiatica.